# Bruce Baumgartner
Pour les articles homonymes, voir Baumgartner.
Bruce Robert Baumgartner, né le 2 novembre 1960 à Haledon (New Jersey), est un lutteur américain spécialiste de la catégorie 130 kg.
Baumgartner a participé à quatre Jeux olympiques d'été (1984, 1988, 1992 et 1996) en remportant deux médailles d'or, une d'argent et une de bronze. Il compte également de nombreuses participations et médailles aux championnats du monde de lutte et aux Jeux panaméricains.
En 1996, il est le porte-drapeau olympique des États-Unis.